# Campeonato de Fútbol de Costa Rica 1924
La temporada 1924 de la Liga Nacional fue la 4.ª edición de la máxima categoría del sistema de Ligas costarricenses de fútbol. Se disputó entre julio y noviembre de 1924.
El regreso del Herediano, la partida de La Unión y la llegada del Costa Rica fueron los tres movimientos más significativos del torneo de 1924 que fue ganado en forma inobjetable por los rojiamarillos ya que al final del campeonato lograron establecer en la tabla de posiciones nueve triunfos, dos empates y únicamente un revés frente a su más antagónico rival, el Club Sport La Libertad.
Diferente a torneos anteriores, la temporada de 1924 se estructuró para ser jugada con siete equipos y éstos llegaron al término del torneo sin ningún contratiempo ya que no se presentaron deserciones ni retiros de parte de ninguno y más bien el regreso a las canchas por parte del Herediano ratificó el poderío que ostentaba, ya que al consagrarse como monarca nacional, alcanzaba su tercer título.
Lentamente se tomaban los primeros pasos de un torneo más serio y consolidado y prueba de ello es que para el campeonato en cuestión se consolidó el sueño de dirigentes, jugadores y aficionados de aquellos años que fue la construcción del máximo coliseo del balompié costarricense y cita de grandes jornadas: el Estadio Nacional.

## Sistema de competición
La competición constó de un grupo único integrado por siete clubes. Siguiendo un sistema de liga, los siete equipos se enfrentaron todos contra todos en dos ocasiones sumando un total de 12 jornadas. La clasificación final se estableció con arreglo a los puntos obtenidos por los equipos en cada enfrentamiento, a razón de dos por partido ganado, uno por empatado y ninguno en caso de derrota.

## Clubes participantes
Siete equipos tomaron parte de la temporada de la Liga Nacional de Fútbol, los mismos que en el campeonato anterior pero con la excepción del retiro de La Unión, el regreso de Herediano y el ascenso de Costa Rica:
| Equipo              | Ciudad   | Cancha            |
| ------------------- | -------- | ----------------- |
| Alajuelense         | Alajuela | Plaza Iglesias    |
| Cartaginés          | Cartago  | Plaza Iglesias    |
| Costa Rica          | San José | Plaza en San José |
| Gimnástica Española | San José | La Sabana         |
| Herediano           | Heredia  | Plaza Flores      |
| La Libertad         | San José | La Sabana         |
| Progreso            | San José | Plaza en San José |

## Desarrollo

### Clasificación
| Pos. | Equipo              | Pts. | PJ | G | E | P  | GF | GC | Dif. | Notas |
| ---- | ------------------- | ---- | -- | - | - | -- | -- | -- | ---- | ----- |
| 1    | C. S. Herediano     | 20   | 12 | 9 | 2 | 1  | 28 | 11 | +17  |       |
| 2    | C. S. Cartaginés    | 17   | 12 | 8 | 1 | 3  | 29 | 14 | +15  |       |
| 3    | C. S. La Libertad   | 16   | 12 | 7 | 2 | 3  | 20 | 10 | +10  |       |
| 4    | Gimnástica Española | 16   | 12 | 6 | 4 | 2  | 22 | 18 | +4   |       |
| 5    | C. S. Costa Rica    | 7    | 12 | 3 | 1 | 8  | 13 | 26 | −13  |       |
| 6    | L. D. Alajuelense   | 5    | 12 | 2 | 1 | 9  | 16 | 30 | −14  |       |
| 7    | C. S. Progreso      | 3    | 12 | 1 | 1 | 10 | 8  | 27 | −19  |       |

 Fuente: RSSSF
Criterios de clasificación: Puntos · Diferencia de goles · Goles a favor
|                                     |
|                                     |
| Campeón C. S. Herediano 3.er título |

## Estadísticas

### Plantilla del campeón
La nómina completa de la temporada 1924 del Herediano que se proclamó campeón por tercera vez en su torneo de regreso.
1. Ángel Bernini
2. Braulio Morales
3. Claudio Arguedas
4. Eladio Rosabal
5. Enrique de Mézerville
6. Francisco Fuentes
7. Gilberto Arguedas
8. Guillermo Pérez
9. Otoniel Martínez
10. Rafael Campos
11. Rafael Piedra
12. Víctor Víquez

### Otros datos
- Máximo goleador: José Croceri con 9 goles (C. S. Cartaginés)[4]
- Primer juego: C. S. Herediano 0-2 C. S. La Libertad (01/07/1924)
- Total de goles marcados: 136